# Drustbed
Drustbed era el título del médico jefe durante el Imperio sasánida (224–651). No se hace ninguna mención del título en el período sasánida temprano, y todos los poseedores conocidos del título vivieron en la era sasánida tardía, lo que implica que este título fue presumiblemente una invención sasánida tardía.
Los no zoroastrianos pudieron obtener el rango, como el cristiano Gabriel de Sinjar, quien se desempeñó como médico privado de Cosroes II (r . 590–628).